# Dave Springhall
Dave Springhall, britanski politik, * 28. marec 1901, † 2. september 1953.
Springhall je bil generalni sekretar Komunistične partije Velike Britanije med letoma 1939 in 1943. Zaradi vohunjenja za ZSSR so ga leta 1943 zaprli.

## Življenjepis
Pri 15. letih se je pridružil Kraljevi vojni mornarici. Leta 1920 je napisal članek Discontent on the Lower Deck za komunistično publikacijo Workers' Dreadnought, zaradi česar je bil odpuščen iz vojne mornarice.
Pozneje se je pridružil Komunistični partije Velike Britanije (CPGB) in njeni Mladi komunistični ligi (YCL). Sprva je delal kot gradbinec, pa potem ko ni dobil službe, se je posvetil delovanju v Nacionalnem komiteju nezaposlenih delavcev (National Unemployed Workers' Committee Movement) in sindikatih. Kot kandidat Delavske stranke in komunistične stranke je sodeloval v volitvah za mestni svet Richmond, a ni bil nikdar izvoljen.
Leta 1924 je postal delegat 5. kongresa Komunistične internacionale in 4. kongresa Mlade komunistične internacionale. Potem ko so leta 1926 zaprli Williama Rusta, je postal v.d. sekretarja YCL, katero je vodil med britansko splošno stranko. V letih 1928-31 je bil študent na Mednarodni leninovi šoli v Moskvi. Ko se je vrnil nazaj v Združeno kraljestvo, je iz CPGB odstranil trockiste. V tem času naj bi začel delovati za GRU.
Med špansko državljansko vojno je bil politični komisar Britanskega bataljona, nato pa pomočnik političnega komisarja 15. internacionalne brigade; v bitki za Jaramo je bil ranjen. Leta 1938 se je vrnil v Združeno kraljestvo in postal je urednik Daily Worker; nato pa je postal predstavnik CPGB v Moskvi. Pozneje se je vrnil v Združeno kraljestvo, da bi prepričal CPGB o pravilnosti pakta Molotov-Ribbentrop. Generalni sekretar partije Harry Pollitt je temu nasprotoval, zakar je bil odstranjen iz partije. Springhall je, skupaj z Rustom in Rajanijem Duttom, postal nacionalni organizator partije.
Leta 1943 je bil Springhall zaprt in odstranjen iz partijskih položajev, potem ko je bil obsojen vohunstva zaradi sprejemanja tajnih informacij od uslužbenca zračnega ministrstva.  Pozneje se je izkazalo, da je tudi sprejemal tajne podatke od Desmonda Urena iz Special Operations Executive. V zaporu je odslužil štiri leta in pol od sedemletne zaporne kazni. Po izpustitvi je delal v oglaševanju, nato pa je potoval preko Vzhodne Evrope do Kitajske, kjer je postal svetovalec Kitajskega informacijskega biroja administracije tiskanih medijev. Leta 1953 je odpotoval v Moskvo na zdravljenje raka grla, a je prej podlegen bolezni.